# Tetty Kadi
Tetty Bawono Kadi (Tanjung Priok, Yakarta; 3 de abril de 1952) es una cantante y política de Indonesia y también es integrante del parlamento por el Partido Golkar. Segundo hija del coronel Kadi, también es prima de A. Riyanto.

## Carrera
Su carrera como cantante se inició en la década de los años 1970. Es madre de tres hijos llamados Inu, Mhala, y Tantra, que forman un grupo musical llamado Numata. 
En la década de los años 1960, Tetty Kadi con Phillip Comp, interpretó su primer tema musical titulado "Memories Along the Way", que fue escrita y compuesta por su primo A.Riyanto. Su primera grabación de acompañamiento excepcional junto al grupo, Zaenal Combo, interpretó 8 temas musicales, escritas y compuestas por su otro primo, Thousand Island.
La segunda grabación en 1967, es cuando interpretó unas de sus canciones más exitosas tituladas "Pulau seribu" y "Teringat Selalu", que contó bajo registro del sello, Remaco, también en Malasia y Singapur, bajo el sello Bintang dan Melody. Además, Tetty Kadi, también se hizo conocer con otros de sus éxitos titulado "Sad Dream".

## Discografía
- SIAPA DIA. (Remaco.RLL-05)
- Tak Kusangka (Remaco. RL-037)
- Sepasang Rusa (Remaco. RL-056)
- Ratapan Anak Tiri (Indah. SML.12015)
- Kapan Lagi. (Remaco.RLL-143)

Album Kumpulan
- SI BUYUNG (Remaco. RLL-012)
- 3 BINTANG POP (Remaco. RLL-040)
- AIR MATA KEKASIH (Diamond. DLL-007)
- ANEKA 12 volume 10. (Hari ini Tiada Cinta -Remaco. RLL-068)

Album Bersama
- Bunga Anggrek Mulai Layu. (bersama Alfian -Indah. SML-12026)

### lagu-lagunya
- Mengapa Tiada Maaf (Jawaban)
- Aku dan Dia
- Renungkanlah
- Sepasang Rusa

Sepasang rusa dilanda asmara
Mereka pergi berdua-duaan
Menikmati udara 
Berkasih-kasihan 
Berbahagialah mereka
Akan tetap datanglah tiba-tiba
Seorangi pemburu yang mengintai
Dia lau menembak rusa itu
Matilah si rusa betina
Rusa jantan berlari masuk hutan
Kasihan kekasihnya telah pergi
Sedihnya tak tertahan
Dia masuk jurang 
Tamatlah oh riwayatnya
- Semalam di Kuala Lumpu
- Mimpi Sedih
- kentut yang bau

### Álbum Emas Vol 2 Karaoke vcd Indonesia Song
- Sangkuriang
- Teratai Hati
- Tanpamu
- Ku Tunggu-Tunggu
- Gadis Kecil
- Biarkan Bunga Berkembang
- Pulau Seribu
- Mawar Berduri
- Teringat Selalu
- Bunga Mawar
- Senandung Rindu
- Habis Gelap Terbitlah Terang

## Filmografía
- Tantangan (1969)
- Mimpi Sedih (1974)

- Datos: Q12521116